# Жан-Жак Тізьє
Жан-Жак Тізьє́ (фр. Jean-Jacques Tizié, нар. 7 вересня 1972, Абіджан) — івуарійський футболіст, що грав на позиції воротаря.
Виступав, зокрема, за клуб «Есперанс», а також національну збірну Кот-д'Івуару.

## Клубна кар'єра
Перед початком футбольної кар'єри займався гандболом, виступаючи на позиції воротаря.
У дорослому футболі дебютував 1994 року виступами за команду клубу «Стад Абіджан», в якій провів чотири сезони, взявши участь у 18 матчах чемпіонату.
Згодом з 1998 по 2000 рік грав у складі команд клубів «Лазер» та «Африка Спортс».
Своєю грою за останню команду привернув увагу представників тренерського штабу клубу «Есперанс», до складу якого приєднався 2000 року. Відіграв за команду зі столиці Тунісу наступні шість сезонів своєї ігрової кар'єри. Більшість часу, проведеного у складі «Есперанса», був основним голкіпером команди.
Завершив професійну ігрову кар'єру у клубі «Африка Спортс», у складі якого вже виступав раніше. Прийшов до команди 2008 року, захищав її кольори до припинення виступів на професійному рівні у 2007.

## Виступи за збірну
1995 року дебютував в офіційних матчах у складі національної збірної Кот-д'Івуару. Протягом кар'єри у національній команді, яка тривала 13 років, провів у формі головної команди країни лише 25 матчів.
У складі збірної був учасником Кубка африканських націй 2000 року у Гані та Нігерії, чемпіонату світу 2006 року у Німеччині, Кубка африканських націй 2006 року в Єгипті, де разом з командою здобув «срібло».

## Досягнення
- Ліга 1 (Кот-д'Івуар)
  -  Чемпіон (1): 1999 («Африка Спортс»)

- Кубок володарів кубків КАФ
  -  Володар (1): 1999 («Африка Спортс»)

- Туніська професійна ліга 1
  -  Чемпіон (5): 2000/01, 2001/02, 2002/03, 2003/04, 2005/06 («Есперанс»)

- Кубок Тунісу
  -  Володар (1): 2006 («Есперанс»)

- Срібний призер Кубка африканських націй: 2006